# Тір Конайлл
Тір Конайлл(ірл. Tír Chonaill) воно ж: Тір Хонайлл, Тірконелл — середньовічне королівство на півночі Ірландії у 464 — 1608 роках, утворилось після розпаду королівства Улад (Ольстер). Назва перекладається як земля (клану) Конайлл. Клан Конайлл — нащадки короля Конна Сто Битв.

## Загальний опис
Столицею королівства було місто Донегол. Королівство було засноване сином верховного короля Ірландії на ймення Ніл Дев'яти Заручників — Конналом Гулбаном (помер у 464 році). Він був засновником династії і королівського клану О'Доннелл — відгалуження роду північних О'Нейллів (О'Нілів). Вони правили королівством до 1607 року, коли після поразки чергового ірландського повстання проти англійських загарбників королі дрібних незалежних ірландських королівств покинули Ірландію тікаючи від англійського терору. Ця подія ввійшла в історію як «Втеча графів». Після цього королівство було ліквідоване і територія приєднана до так званого «королівства Ірландія», королем якого був англійський король.
У період свого розквіту у XV столітті королівство охоплювало територію сучасних графств Донегол, Слайго, Літрім, Тірон, Фермана, Деррі (деякі з цих графств досі  входять до складу Великої Британії). До його складу входили баронство Кайбре (ірл. – Cairbre), баронство Росколойер чи Дартріге (ірл. – Rosclogher, Dartrighe), баронство Туат Раха (ірл. — Tuath Ratha), баронство Фірлург (ірл. – Firlurg). У різний час королівство Тір Коналл межувало з такими ірландськими королівствами як Коннахт, Айлех, Тір Еогайн, Брейфне.
Королі Тір Конайлл з клану О’Доннелл були сильними королями і впливали на політику в усій Ірландії і на дії верховного короля Ірландії. У свій час вони володіли титулами король, принцип (князь), герцог якобітів (цим титулом володів Річард Тальбот), граф (ерл) (цим титулом володіли О’Доннелли, Фітцвільями, Тальботи, Карпентери), віконт (володіли Бранлоу). Ці титули щодо клану О’Доннелл були ліквідовані англійською владою у 1614 році.
Королівство Тір Конайлл ввійшло в історію як останнє ірландське королівство, що зберігало свою незалежність від англійської влади, як остання гельська держава в Ірландії. Її королі з династії О’Доннелл  ввійшли в історію як останні королі Ірландії, хоча вони ніколи не носили титул верховний король Ірландії і ніколи не мали реальної влади над усією територією Ірландії. Королі клану О’Доннелл втратили реальну владу після поразки від англійських військ у 1601 році в битві під Кінсале (ірл. – Kinsale).
Зараз назвою королівства називається популярний сорт ірландського віскі — «Tyrconnell».

## Список королів Тір Конайлл

### Ранні королі 464 – 804 років
- Коналл Гулбан мак Нейлл (ірл. — Conall Gulban mac Néill) (пом. 464)
- Ніннід мак Давах (ірл. — Ninnid mac Dauach) (544 — 563)
- Айнмуйре мак Сетнай (ірл. — Ainmuire mac Sétnai) (563 — 569)
- Баетан мак Ніннеда (ірл. — Báetán mac Ninneda) (569 — 586)
- Аед мак Айнмуйрех (ірл. — Áed mac Ainmuirech) (586 — 598)
- Коналл Ку мак Аедо (ірл. — Conall Cú mac Áedo)  (598 — 604)
- Маел Коба мак Аедо (ірл. — Máel Coba mac Áedo) (604 — 615)
- Домналл мак Аедо (ірл. — Domnall mac Áedo) (515 — 642)
- Конналл Коел мак Маеле Коба (ірл. — Conall Cóel mac Máele Coba) (642 — 654)
- Келлах мак Маеле Коба (ірл. — Cellach mac Máele Coba) (654 — 658)
- Лойнгсух мак Енгуссо (ірл. — Loingsech mac Óengusso) (? — 703)
- Конгал Кеннмагайр мак Фергусса (ірл. — Congal Cennmagair mac Fergusa) (703 — 710)
- Аед Муйндерг мак Флайхбертайг (ірл. — Áed Muinderg mac Flaithbertaig) (710 — 747)
- Лойнгсех мак Флайхбертайг (ірл. — Loingsech mac Flaithbertaig) (747 — 754)
- Флайхбертах мак Лойнсіг (ірл. — Flaithbertach mac Loingsig) (754 — 765)
- Мурхад мак Флайхбертайг (ірл. — Murchad mac Flaithbertaig) (765 — 767)
- Домналл мак Аеда Муйндейрг (ірл. — Domnall mac Áeda Muindeirg) (767 — 804)

### Королі Тір Хонайлл (ірл. - Rí Thír Chonaill) в період 1201 - 1608
- Ейкнехан (ірл. – Eicnechan) (1201 — 1207)
- Домналл Великий мак Ейкнехайн (ірл. — Domnall Mór mac Eicnechain) (1207 – 1241)
- Маел Сехнайнн мак Домналл (ірл. — Máel Sechlainn mac Domnaill) (1241 – 1247)
- Манус О’Деннелл (ірл. — Manus Ó Donnell) (пом. 1564)
- Калвай О’Доннелл (ірл. — Calvagh Ó Donnell) (пом. 1566)
- Аод мак Майнуса О’Доннелл (ірл. — Aodh mac Maghnusa Ó Domhnaill) (пом. 1600)
- Ініон Дув (ірл. — Iníon Dubh) – королева Тірконеллу (пом. 1608)
- Хю Ру О’Доннелл (ірл. — Hugh Roe Ó Donnell) (пом. 1602)
- Рорі О’Доннелл (ірл. — Rory Ó Donnell) – перший ерл  Тірконеллу (пом. 1608)